# Івахницька волость
Івахницька волость — адміністративно-територіальна одиниця Лохвицького повіту Полтавської губернії з центром у селі Івахники.
Старшинами волості були:
- 1900 року козак Лаврентій Іванович Савченко[1];
- 1904 року козак Яків Трохимович Марченко[2];
- 1913—1915 року Федір Ігнатович Вовк[3],[4].